# Дубник (Ярославская область)
Дубни́к — деревня в Ростовском районе Ярославской области России. Входит в состав сельского поселения Ишня.
Расположена в 188 км от Москвы, 63 км от Ярославля, 9 км от Ростова, 6 км от федеральной автотрассы М8 «Холмогоры» (в частности от европейского маршрута E 115) и в 9 км от ближайшей железнодорожной станции Деболовская (линия Москва — Ярославль). Население Дубника на 1 января 2010 г. составляет 29 чел.

## История
В 1859 году деревня насчитывала 63 двора, в которых проживало 464 человека (219 мужчин и 245 женщин).
В 1898—1901 гг. по разным оценкам в селе располагалось от 54 до 84 дворов, а также 5 келий.

## Ландшафт
Дубник расположен на границе котловины озера Неро, окаймленной Борисоглебской возвышенностью. Озёрная котловина ледникового происхождения — она образовалась в конце ледниковой эпохи, когда льды таяли и отступали к северу.

## Климат

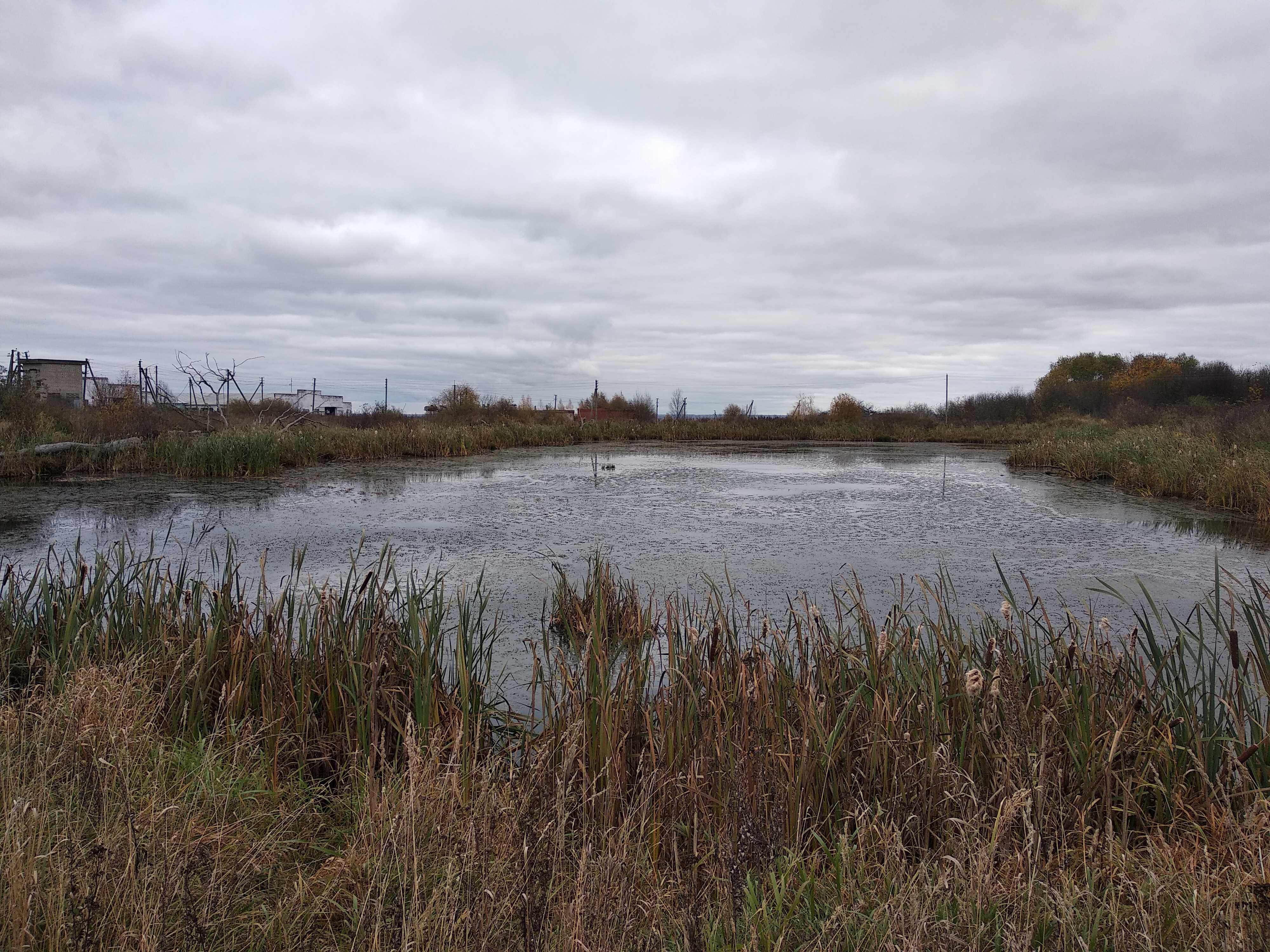
Пруд при въезде в Дубник (октябрь 2020 г.)

Климат умеренно континентальный с умеренно теплым и влажным летом и умеренно холодной зимой. Среднегодовая многолетняя температура +3,4°С, средняя многолетняя температура зимы (январь) — −11,1°С; лета (июль) — +17,3°С. Среднегодовая амплитуда температур довольно велика, с абсолютным максимумом +36°С и абсолютным минимумом −46°С. В среднем на территории Дубника выпадает 500—600 мм осадков в год, причем максимум приходится на летний период. Количество осадков превышает испарения, поэтому коэффициент увлажнения составляет 1,2-1,3. Толщина снежного покрова составляет от 30 до 70 см. Скорости ветров небольшие, в среднем 3,5-5,0 м/с, иногда сильные — 10-15 м/с, очень редки штормовые ветры — более 15 м/с. В целом климат Дубника благоприятен для развития сельского хозяйства и рекреации.

## Будущее

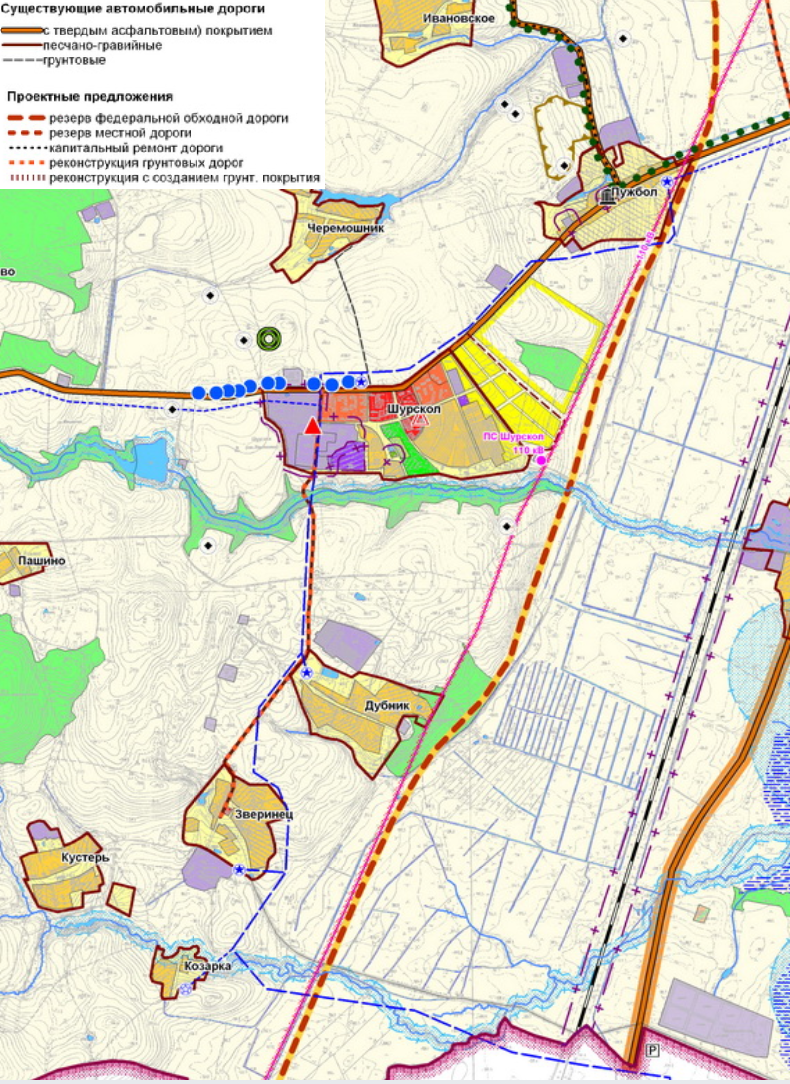
Проект дублера автотрассы М8 «Холмогоры», проходящей в 300 метрах от восточной границы Дубника. Дублер обозначен вертикальной жирной коричневой пунктирной линией

В 2010 году губернатор Ярославской области Сергей Вахруков подтвердил намерение министерства транспорта РФ построить трассу-дублер автотрассы М8, проходящую в непосредственной близости от Дубника. Существование проекта трассы-дублера, а также его предполагаемое месторасположение подтверждает генеральный план сельского поселения Ишня от 2012 года. Согласно генеральному плану, трасса будет проходить вдоль восточной границы Дубника. По состоянию на июнь 2018 года строительство участка трассы, находящегося на территории Ярославской области, не началось. Точная или приблизительная дата начала строительства неизвестна.

## Население
| 2007 | 2010 |
| ---- | ---- |
| 31   | ↘29  |

Динамика численности населения:

## Экономика
В 2017 году рядом с деревней был запущен новый молокозавод компании ООО «МолВест», выпускающий продукцию торговой марки «Светлоозеро». Молокозавод специализируется на приёме сырого молока от хозяйств Ростовского района и его переработке. Молокозавод производит различную молочную продукцию: молоко, кефир, ряженку, творог, сметану, снежок, кефир, творожную массу, сыры и многое другое.